# Almost Honest
Almost Honest é o segundo álbum de estúdio do cantor Josh Kelley. Foi lançado em 2005 pela gravadora Hollywood Records.

## Faixas
1. "Walk Fast"
2. "Only You"
3. "Love Is Breaking My Heart"
4. "Almost Honest"
5. "Didn't Hear That From Me"
6. "20 Miles To Georgia"
7. "Lover Come Up"
8. "Shameless Heart"
9. "Too Good To You"
10. "I Don't Mind Singing"
11. "Hard Times Happen"
12. "Lydia" / "Heartache"
13. "Caroline" (bônus da versão japonesa)
14. "You Are The Woman" (bônus da versão japonesa)